# Túnel da Mantiqueira
O Túnel da Mantiqueira é um túnel ferroviário com 997 metros de extensão, localizado nos km 23 e 24 da Estrada de Ferro Minas e Rio, precisamente na fronteira entre os Estados de São Paulo e Minas Gerais, e também os municípios de Cruzeiro-SP e Passa Quatro-MG. A entrada paulista fica no km 23+743 e a boca mineira, no km 24 mais 740m da ferrovia.
O início da operação da respectiva linha férrea começou em 14 de junho de 1884. A inauguração contou com a ilustre presença do Imperador Dom Pedro II e da família real, que também realizaram a primeira viagem do trecho.

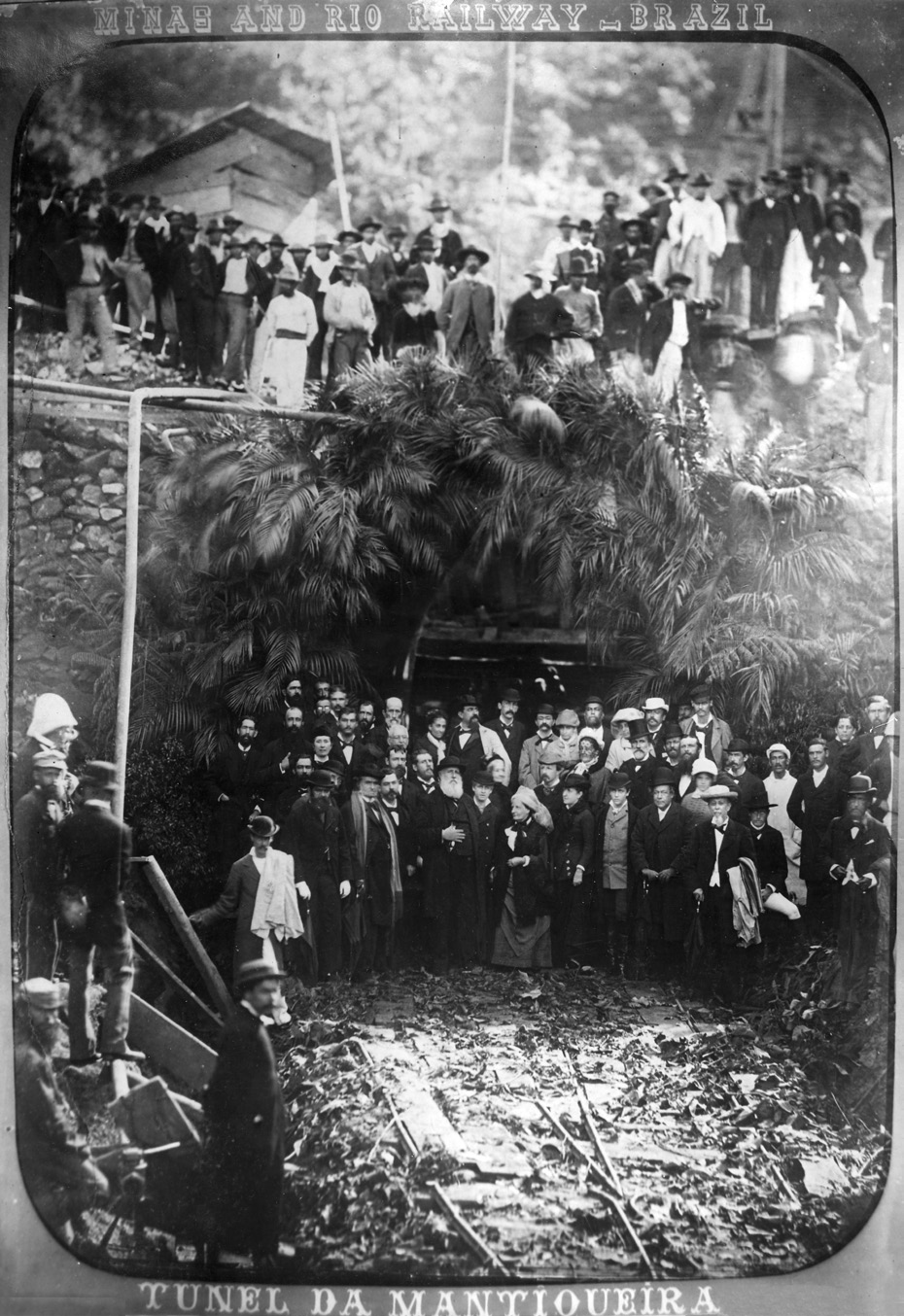
Visita do imperador Dom Pedro II às obras do Túnel da Mantiqueira em 25 de junho de 1882, no lado paulista.

Em 1932, a posição do túnel e a da Garganta do Embaú, localizado logo acima do túnel, foram palco de batalhas da Revolução Constitucionalista de 1932, sendo considerado um dos principais front do conflito, onde ocorreram as lutas mais violentas e com maior número de baixa de todas as frentes de combate. Essa posição naquele conflito foi um dos poucos locais onde as tropas paulistas não foram derrotadas. O local foi dominado pelas tropas federais de Getúlio Vargas somente após o recuo estratégico dos paulistas para Guaratinguetá, no atual bairro de Engenheiro Neiva, para evitar o iminente envolvimento de suas posições pelos flancos, de modo a não serem encurralados pelo inimigo, dado  o avanço das tropas federais através da frente de combate de Pinheiros, Vila Queimada e Batedouro.
Em 1991 com o fechamento do ramal de Cruzeiro a Três Corações, o túnel e todos os 170kms da ferrovia foram abandonados pela RFFSA .
Atualmente o túnel é mantido pela ABPF, mais precisamente pela Regional Sul de Minas, que faz manutenção no local desde 2004 e hoje é o ponto final do passeio do Trem da Serra da Mantiqueira.
Em 30 de maio de 2017, o Governo do Estado de Minas Gerais, por meio do Conselho Estadual do Patrimônio Cultural de Minas Gerais – Conep, aprovou, por unanimidade, o tombamento do Túnel da Mantiqueira.